# Internationale Luftschiffahrt-Ausstellung Frankfurt 1909

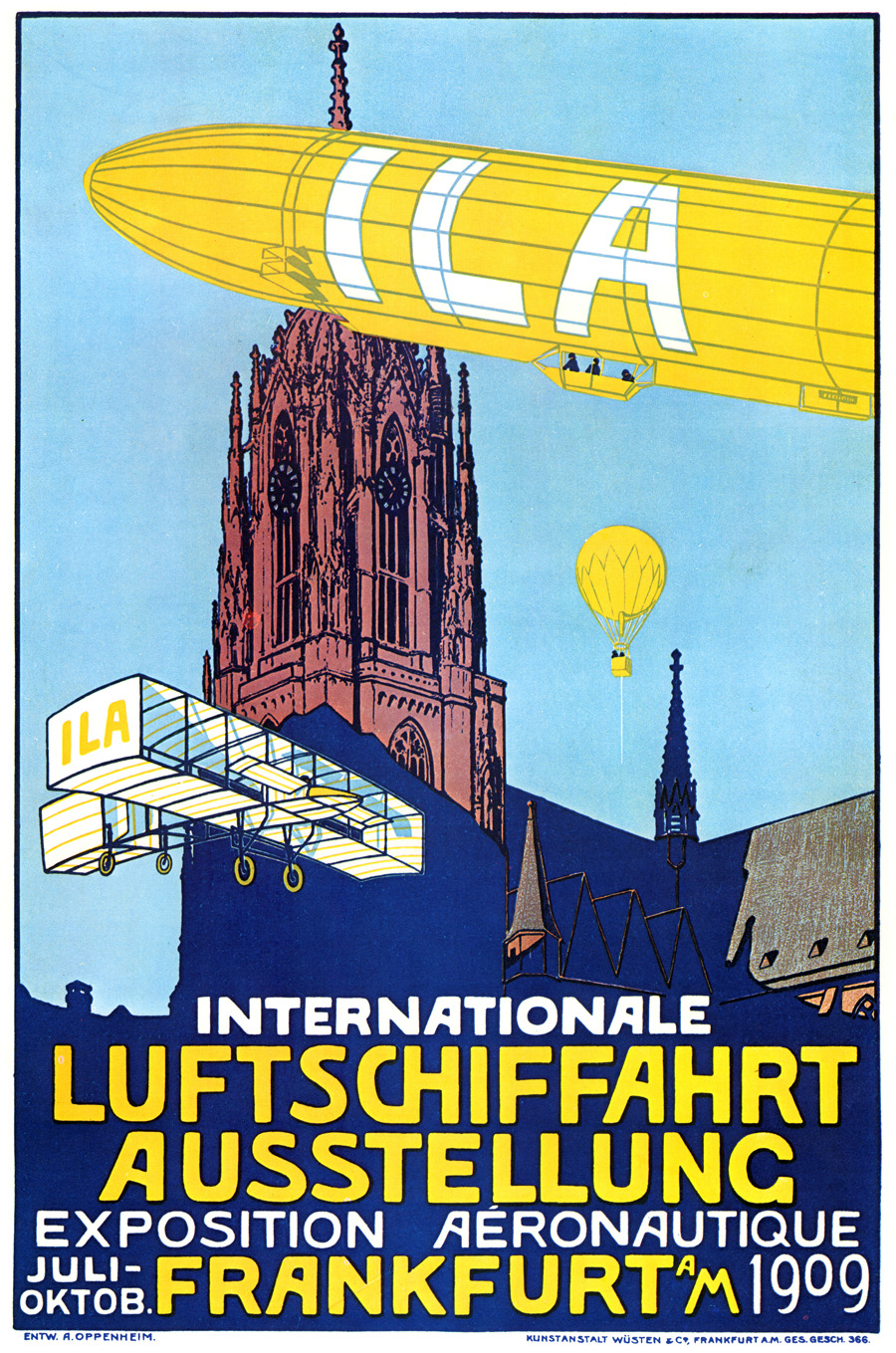
Plakat zur ILA 1909 von Alfred Oppenheim

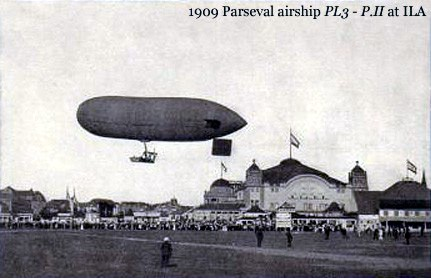
Parseval-Luftschiff auf der ILA

Die Internationale Luftschiffahrt-Ausstellung Frankfurt 1909 fand als die weltweit größte und bedeutendste Luftfahrtausstellung vom 10. Juli bis zum 17. Oktober 1909 über einen Zeitraum von 100 Tagen in Frankfurt am Main statt. Gleichzeitig war sie der Wegbereiter der späteren ILA. Obwohl im Namen der Ausstellung die Luftschiffahrt scheinbar im Vordergrund steht, wurden auf der ILA alle Luftfahrzeuge gezeigt.

## Geschichte

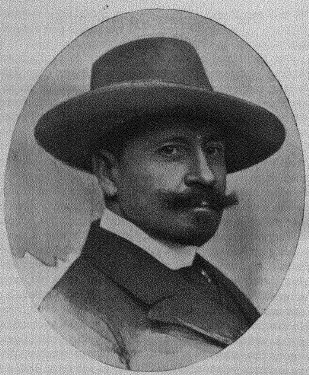
Georg von Tschudi war Direktor der Ausstellung

Der Gedanke zu einer Internationalen Ausstellung die alle Bereiche der Luftfahrt umfasst, entstand im Herbst 1908 im Kreis Münchner Ballonfahrer und Luftfahrtenthusiasten. Insgesamt stieß die Idee jedoch im Münchner Raum auf wenig Resonanz, so dass der Münchner Paul Gans-Fabrice versuchte, die Pläne im zentraler gelegenen Frankfurt zu verwirklichen. Der Deutsche Luftschiffertag 1908, im Dezember des Jahres in Frankfurt abgehalten, unterstützte das Interesse an einer international bestückten Ausstellung. Ein Garantiefonds zur Finanzierung erbrachte bereits innerhalb kürzester Zeit die Summe von 1,25 Mio. Mark plus 200.000 Mark an Preisstiftungen. Zu den Initiatoren der ILA Frankfurt 1909 gehören neben den Angehörigen des Frankfurter Vereins für Luftschiffahrt und der Frankfurter Bürgerschaft vor allem der damalige Oberbürgermeister Franz Adickes, der Geophysiker und Meteorologe Franz Linke und der ehemalige Chef der Luftschiffer-Kompagnie des Heeres, Major Georg von Tschudi als Ausstellungsdirektor. Die Präsidentschaft der Ausstellung lag in den Händen des Frankfurter Chemikers, Mäzens und Luftfahrtpioniers Geheimrat Paul von Gans.
Die international besetzte ILA gab wichtige Impulse zur Entwicklung der Motorluftfahrt. Im Laufe der Ausstellung kristallisierte sich langsam der beginnende Siegeszug des Flugzeuges gegenüber dem Luftschiff heraus. Gleichzeitig war die ILA ein Auslöser der sich in der breiten Masse manifestierenden Aviatikbegeisterung.

## Gliederung der Ausstellung

### Die organisatorische Gliederung
Zur Sicherstellung des geordneten organisatorischen Ablaufes wurden zahlreiche Ausschüsse und Komitees gebildet:
- Ehren-Präsidium
- Vorstand
- Internationales Ehrenkomitee
- Großer Ausschuss
- Arbeits-Ausschüsse
  - Bau- und Dekorations-Ausschuss
  - Fest-Ausschuss
  - Finanz-Ausschuss
  - Ordnungs- und Verkehrs-Ausschuss
  - Presse- und Propaganda-Ausschuss
  - Sport-Ausschuss
  - Wirtschafts-Ausschuss
  - Wissenschaftlich-technischer-Ausschuss
- Wissenschaftliche Kommission

### Die thematische Gliederung
Die thematische Gliederung der ILA erfolgte in 12 Gruppen:
1. Ballons und Ballonfabrikation,
2. Motorballons,
3. Militärluftschiffahrt,
4. Signal-Dienst für Ballons,
5. Gasfabrikation und Kompression,
6. Wissenschaft der Luftschiffahrt,
7. Feinmechanische und physikalische Apparate,
8. Ausrüstungen,
9. Flugapparate und Drachen,
10. Motore,
11. Kunstgegenstände, welche sich auf die Luftschiffahrt beziehen,
12. Spielwaren.

## Das ILA-Gelände
Das ILA-Gelände erstreckte sich über das Areal der am 22. November 1907 gegründeten Frankfurter Ausstellungs- und Festhallengesellschaft mbH, das im Westen Frankfurts in den Stadtteilen Bockenheim und Westend-Süd liegt.

### Festhalle

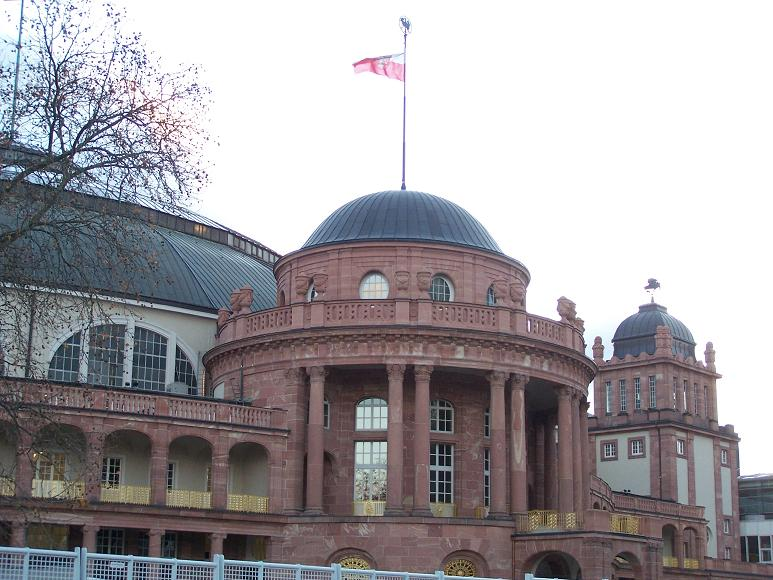
Fassade der Festhalle

Die Grundsteinlegung der Festhalle erfolgte am 11. Juni 1907 und damit noch vor der Gründung der Frankfurter Ausstellungs- und Festhallengesellschaft mbH, von der sie betrieben wurde. Am 19. Mai 1909 wurde der von Friedrich von Thiersch entworfene Bau von Kaiser Wilhelm II. feierlich eröffnet. Zu ihrer Entstehungszeit war sie der größte Kuppelbau Europas. Der Innenraum der 40 Meter hohen Kuppel bot genug Platz zur Aufstellung des Ballons Preussen, mit dem die Berliner Meteorologen Arthur Berson und Reinhard Süring 1901 auf einer wissenschaftlichen Luftfahrt eine Rekordhöhe von 10.800 m erreicht hatten.

### Theater
Im ILA-Theater fanden neben der Darbietung von Theaterdarstellungen auch die wissenschaftlichen Vorträge statt. Am 17. Juli 1909 wurde das Theatergebäude mit einem Vortrag des Grafen Zeppelin jr., einem Neffen des Grafen Zeppelin, eröffnet.

## Luftfahrthistorische Ereignisse
Die ILA begann mit hohen Ansprüchen, die bereits bei der Eröffnungsrede vom Ausstellungspräsidenten Paul von Gans verdeutlicht wurden:
Sie haben sich hier versammelt, um einem Werke die Weihen zu geben, das in der Eigenart seiner Ausbildung kein Vorbild hat. Zum ersten Male ist auch ein allen modernen Anforderungen entsprechender Fesselballon dem großen Publikum zugänglich, so dass jeder gegen ein geringes Entgelt Gelegenheit findet, einmal die Welt von oben anzusehen. Fahrten in lenkbaren Luftschiffen verschiedener Art werden leider nur den Begüterten zugänglich gemacht werden können. Trotz des Staunens über die Erfolge mögen unsere Besucher bei der Beurteilung aller Geschehnisse und Darbietungen stets eingedenk bleiben, dass die Eroberung der Luft bei weitem nicht vollendet ist. Wir befinden uns erst in den Anfangsstadien einer großen, vielversprechenden Entwicklung.
Die nachfolgenden Ereignisse auf der ILA markierten dann auch größtenteils die vielversprechende Entwicklung durch bedeutende luftfahrthistorische Ereignisse:

### Juli 1909
- 10. Juli: Eröffnungstag der ILA.
- 13. Juli: Fesselballon-Aufstieg mit Personen des Riedinger’schen Drachenballons nach dem System Parseval-Sigsfeld.
- 17. Juli: Eröffnung des Theatergebäudes mit dem Vortrag „Die Entwicklung der Luftschiffahrt“ von Graf Zeppelin jr.
- 31. Juli: Ankunft des Zeppelin-Luftschiffes LZ 5 (Z II – Ersatz).

### August 1909
- 2. August: Geplante Fahrt des LZ 5 nach Köln, wetterbedingter Abbruch der Fahrt über Rüdesheim.
- 5. August: Erfolgreiche Fahrt des LZ 5 nach Köln.
- 7. August: Erstaufstieg des Parseval-Luftschiffs PL 3.
- 8. August: Eröffnung der Abteilung Historische Ausstellung, 200 Jahre nach dem Aufstieg des ersten Heißluftballons des Brasilianers Bartolomeu de Gusmão in Lissabon. Der Heißluftballon ziert auch die Titelseite des Führer durch die Historische Abteilung.
- 16. August: De Caters brach mit seinem Voisin-Doppeldecker den deutschen Zeitrekord für den längsten Motorflug mit 660 Sekunden, das Motorluftschiff Clouth I startete zu seinem Erstaufstieg.
- 20. August: Probeflug August Eulers.

### September 1909
- 7. September: De Caters letzter und längster Motorflug während der ILA mit 35:06 Minuten.
- 11. September: Eröffnung der Zeppelin-Woche mit Ankunft des LZ 6 (Z III) von Friedrichshafen kommend.
- 19. September: Start des LZ 6 zur Fahrt in das Rheinisch-Westfälische Industriegebiet (Ruhrgebiet).

### Oktober 1909
- 3.–12. Oktober: Flugwoche Frankfurt mit Verlängerung bis zum 17. Oktober.
- 17. Oktober: Ausstellungsende mit großem Feuerwerk.

## Sonstige Ereignisse und Veranstaltungen

### Vorträge
Ein wesentlicher Bestandteil des Begleitprogramms waren Vorträge zu den verschiedensten Themen und Problemen der Luftfahrt. Die Eröffnung der Vortragsreihe im ILA-Theater übernahm Graf Zeppelin jr., ein Neffe des Grafen Zeppelin.
- 17. Juli 1909: Graf Zeppelin jr.: Die Entwicklung der Luftschiffahrt.
- 19. Juli 1909: Friedrich Meili, Zürich: Ballons, Flugmaschinen, Luftschiffe und die Jurisprudenz.
- 14. August 1909: Theodor Scheimpflug, Wien: Die technischen und wirtschaftlichen Chancen einer ausgedehnten Kolonialvermessung aus der Vogelperspektive auf Grund des heutigen Standes der Vermessungs- und Flugtechnik.
- 25. August 1909: Richard Aßmann, Meteorologisches Observatorium Lindenberg: Die obere Inversion der Temperatur.
- 9. September 1909: Hugo Hergesell, Straßburg: Die Polarexpedition Zeppelin-Hergesell zur wissenschaftlichen Erforschung der arktischen Regionen.
- 17. September 1909: Neureuther, München: Die militärische Bedeutung der Luftschiffahrt.

### Beteiligte Luftfahrtvereine
Aéro-Club de France, Augsburger Verein für Luftschiffahrt, Deutscher Luftflotten-Verein, Berliner Verein für Luftschiffahrt, Breisgau-Verein für Luftfahrt, Deutscher Luftschiffer-Verband, Hamburger Verein für Luftfahrt, Kölner Club für Luftfahrt, Frankfurter Vereins für Luftschiffahrt, Hannoverscher Verein für Luftschiffahrt, Lübecker Verein für Luftschiffahrt, Mittelrheinischer Verein für Luftschiffahrt, Niedersächsischer Verein für Luftschiffahrt, Ostdeutscher Verein für Luftschiffahrt, Pommerscher Verein für Luftschiffahrt, Posener Verein für Luftschiffahrt, Sächsischer Verein für Luftfahrt, Schlesischer Verein für Luftschiffahrt, Societa Aeronautica Italiana, Verein für Luftschiffahrt (Kolmar), Vogtländischer Verein für Luftschiffahrt, Wiener Aero-Club, Württembergischer Verein für Luftschiffahrt.

### Beteiligte Ballone
Für die Dauer der ILA lässt sich die Teilnahme von 52 Ballons mit unzähligen Aufstiegen, Zielfahrten und Ballon-Fuchsjagden, nachweisen:
Abercron, Albatros, Alpha, Bamler II, Barmen, Bochum, Bürgermeister Mönckeberg, Busley, Clouth III, Coblenz, Cöln, Continental, Crefeld, Dresden, Elberfeld, Erfurt, Essen-Ruhr, Excelsior, Gersthofen, Graf Zeppelin, Hamburg, Hansea, Harburg, Hessen, ILA, Inca, Justitia, Louis Peter, Mainz-Wiesbaden, Moenus, Novarra, Osnabrück, Overstolz, Peters, Plauen, Pommern, Prinz Adolf, Prinzessin Viktoria, Quo Vadis, Riedinger, Schlesien, Schröder, Schwaben, Segler, Stuttgart, Taunus, Tillie, Tillie II, Union, Wesel, Württemberg, Ziegler

### Historische Abteilung

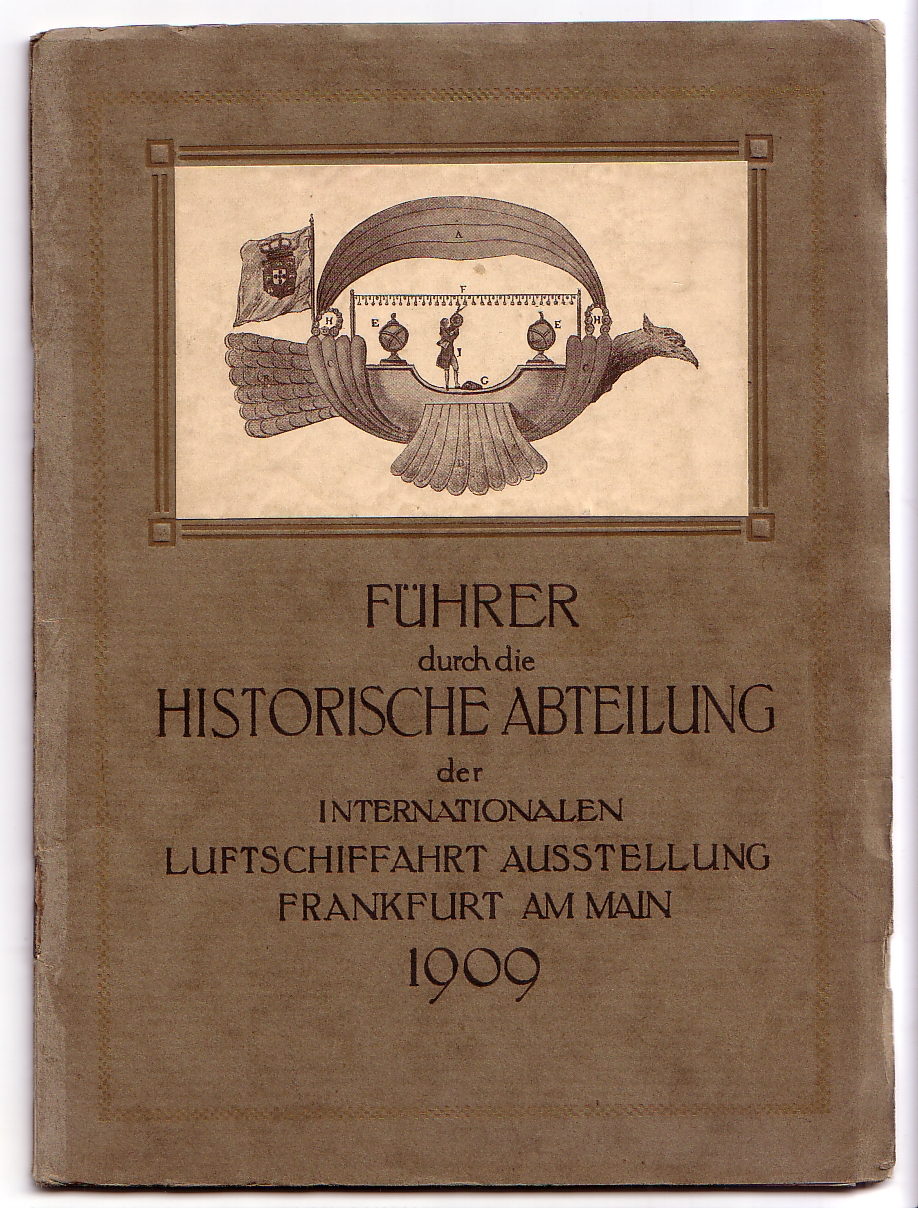
Führer durch die Historische Abteilung der Internationalen Luftschiffahrt Ausstellung Frankfurt am Main 1909

Das Vorwort des Führers durch die Abteilung erläutert die Zielsetzung:
Die Historische Abteilung der Internationalen Luftschiffahrt-Ausstellung bezweckt die Veranschaulichung des Entwicklungsganges der Luftschiffahrt in Wort und Bild bis zum Ausgange des 19. Jahrhunderts.
Gezeigt wurden Modelle, Kunst und Literatur. Zudem wurde zu der Historischen Abteilung, aus Geldmangel mit dreijähriger Verspätung, ein gesonderter Katalog veröffentlicht:
Louis Liebmann, Gustav Wahl: Katalog der historischen Abteilung der ersten internationalen Luftschiffahrts-Ausstellung (ILA) zu Frankfurt am Main 1909. Frankfurt: Wüsten, 1912.
Neben den zahlreichen Vitrinenobjekten gab es eine Literaturschau mit dem Anspruch die bisher erschienene gesamte inländische und ausländische Literatur der noch so jungen Luftfahrt, ein guter Teil zusammengestellt von der Frankfurter Buchhandlung Auffahrt, die gerade den richtigen Namen für diese Ausstellung hat zu zeigen. Eines der spektakulärsten Objekte war zweifelsohne der Ballon Preussen, der im Zentrum der großen Festhalle aufgestellt war und dessen Ballonhülle durch Überdruck aufgepumpt wurde. Das Innere des Ballons konnten die Besucher über eine Schleuse sogar betreten.
Das Aeronautische Observatorium Lindenberg stellte die Originalaufzeichnungen sowie die verwendeten Messgeräte der Rekord-Höhenfahrt vom 31. Juli 1901 aus.

### ILA Post- und Telegraphenwesen
Die ILA bot für eine Ausstellung des Jahres 1909 eine ungewöhnlich gute und moderne Infrastruktur. So gab es ein eigens errichtetes Ausstellungspostamt mit sechs Fernsprechstellen. Der Annahmeschalter war täglich von 8–20 Uhr geöffnet, Fernsprechstelle und Telegrammannahme von 8–21 Uhr. Von diesen Dienstleistungen wurde reichlich Gebrauch gemacht:
- 1012 angenommene Einschreibesendungen
- 896 Einschreiben zugestellt
- 7998 Telegramm-Annahmen
- 2014 Telegramm-Ausgaben
- 20008 Ferngespräche vermittelt
- 6363 Automatengespräche

### Zeitzeugenbericht vom September 1910

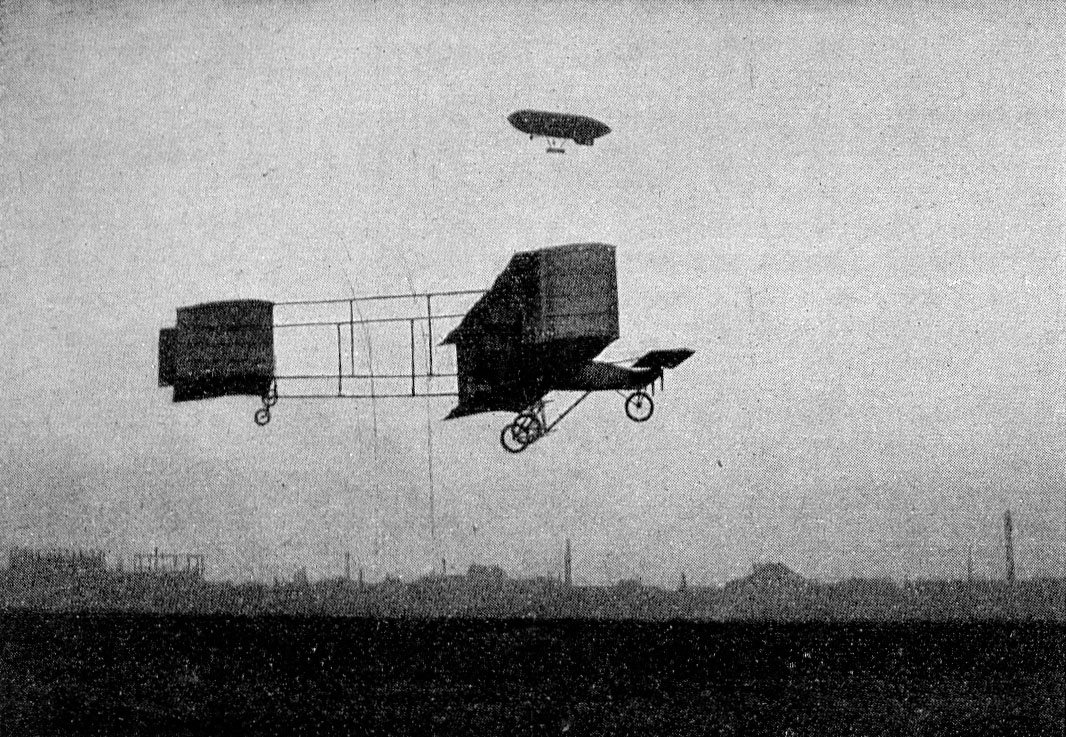
„Flugmaschine“ über dem Gelände der ILA 1909, darüber ein Luftschiff

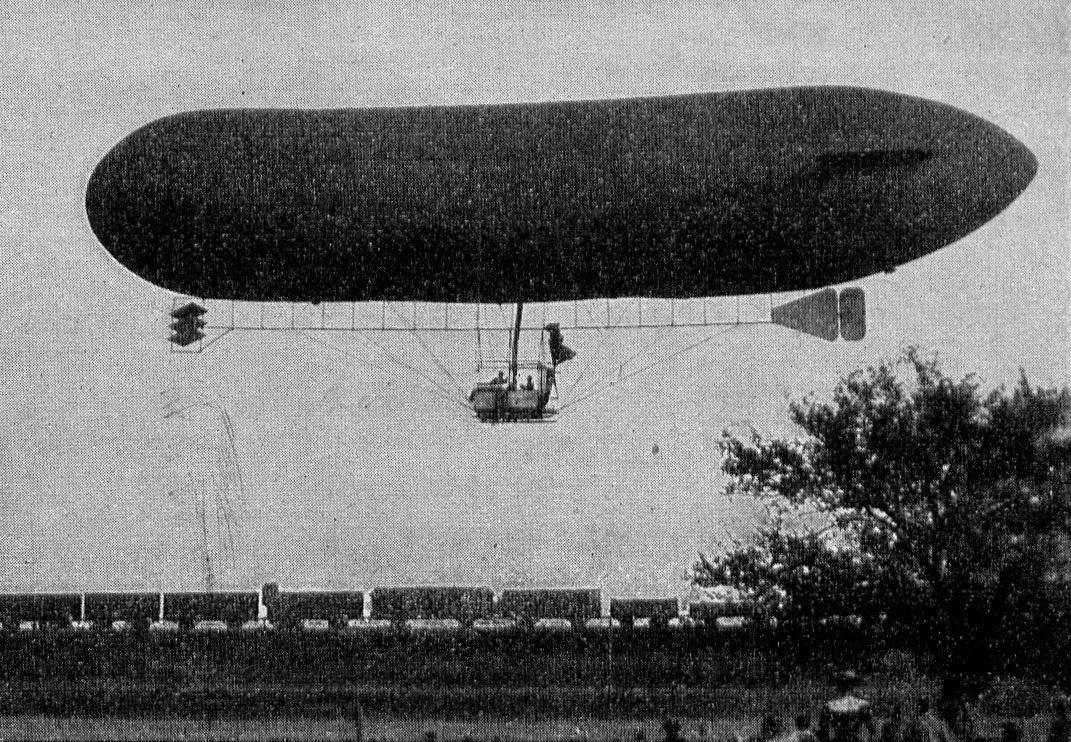
Ein Luftschiff mit zwei „Aviatikern“ an Bord über dem Gelände der ILA 1909; dahinter ein Güterzug

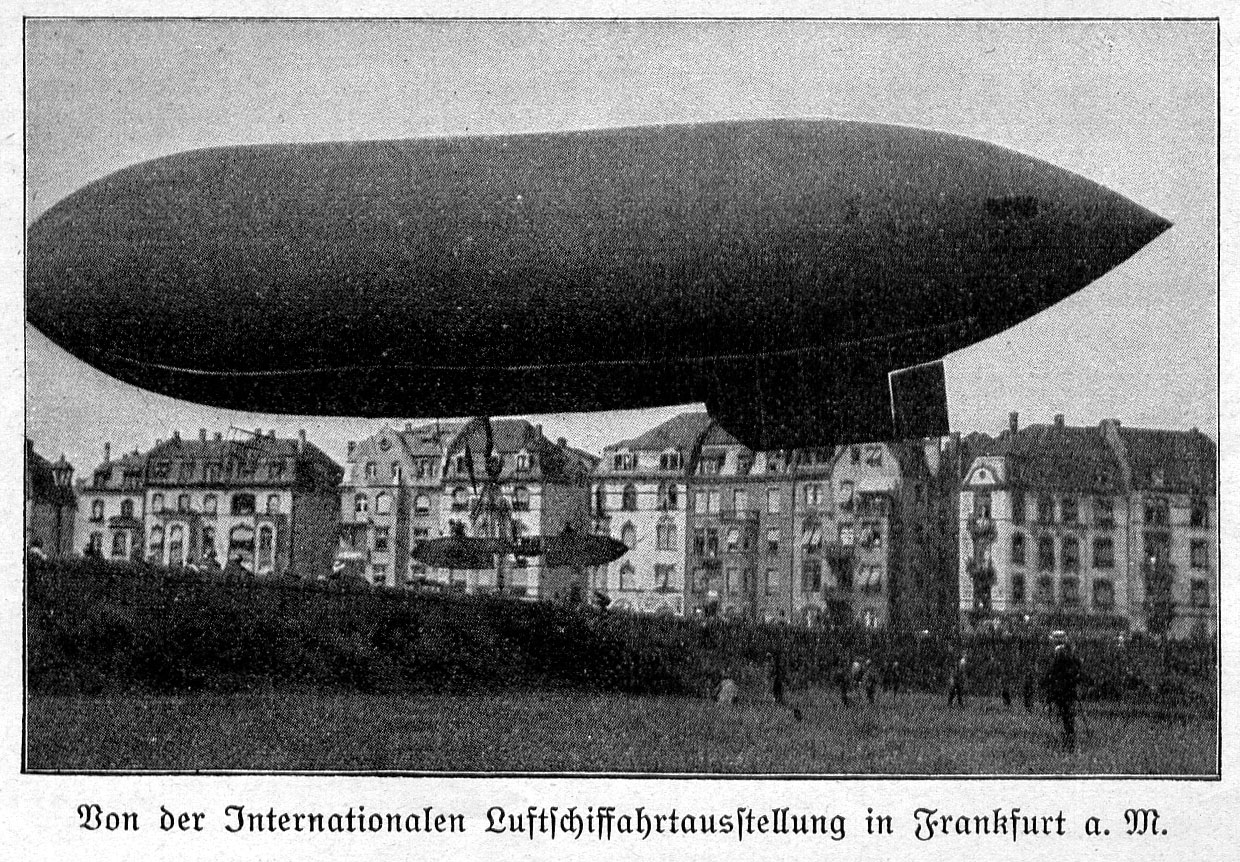
Ein Luftschiff als Besucherattraktion der ILA 1909

Einen für die Zeit typischen, populärwissenschaftlichen Text über die Ausstellung, die hier mit zwei kleinen Buchstaben „Ila“ abgekürzt wird, verfasste der Journalist Ebner für die christliche Zeitschrift Deutscher Hausschatz im September 1910. Ebner beginnt die Schilderung mit einer Enttäuschung: Beim Betreten des Ausstellungsplatzes störte den rein wissenschaftlich Interessierten ein Volksfest mit Afrikanern. Dieses „Afrikanerdorf mit ‚100 echten Wilden’“ habe er schnell „links liegen“ lassen müssen. Das „Luftschiffkarussel und die Luftschwebebahn“ am Eingang dagegen fand Ebner akzeptabel. Seine persönliche Hauptattraktion war der zum Freiluft-Ausstellungsstück umgebaute Forschungsballon „Preußen“ aus dem Jahr 1900. Mit 25 Metern Durchmesser war er begehbar, und der Autor des Berichts ist überwältigt von dem Licht im Inneren. Die gelbe Gummihülle, zu deren „Füllung 8400 Kubikmeter Gas benötigt“ wurden, tauchte alles in tiefes Gelb.
Die Ausstellung unterscheidet zweierlei Fluggerät: „schwerer als Luft und leichter als Luft, oder Flugmaschine und Ballon“, wobei Ebner den Flugmaschinen kaum Zukunftschancen einräumt – trotz der Erfolge der Gebrüder Wright und Blériots „Kanalflug“. Er stieß auf seinem Rundgang auf mehrere Flugzeugkonstrukteure, die mit kleinen Modellen ihrer Maschinen ganz offen nach Sponsoren suchten. Ebner fand das anbiedernd und wendete sich „mit erfreulicheren Gefühlen der Abteilung ‚Leichter als Luft’ zu. Da sind wir Deutsche oben an. Zeppelin, Parseval sind Namen von Weltruf“. In blumigen Worten stellte er den Zusammenhang zwischen Mensch, Maschine und Natur her: „Staunend stehen wir da vor den kleinen, geheimnisvollen Krafterzeugern, den Motoren, die die gewaltigen Schiffe durch die Lüfte treiben und den Kampf aufnehmen mit dem Wehen der Winde und Stürme. Auch die Propeller, die an den Luftschiffen in rasender Drehung zu schimmernden Scheiben werden, können wir hier in aller Ruhe betrachten. […] Das sind Zukunftsbilder!“
Ebner war die militärische Dimension der Luftschiffe bewusst: „Einstweilen spielt der Lenkballon nur eine Rolle in militärischen Kreisen. Die Möglichkeit seiner Verwendung im Kriege steht im Vordergrund des Interesses, und es ist seltsam zu sehen, daß das Luftschiff, dieses eminente Verbindungsmittel der Völker zu friedlichem Verkehre, seine stetig zunehmende Vervollkommnung kriegerischen Absichten verdankt. Die ‚Zeppelins’ und ‚Parsevals’ sind Kriegsluftschiffe, und die Heeresverwaltung ist es, die sie erwirbt und dadurch den Erfindern weitere Arbeit ermöglicht. An dieses seltsame Verhältnis erinnern uns die von der Firma Krupp in Essen ausgestellten Kanonen zur Beschießung von Luftschiffen, schwere Stahlungetüme, die sich in dieser ‚leichten’ Umgebung sonderbar genug ausnehmen.“ Vier Jahre später, als der Erste Weltkrieg begann, spielten Luftschiffe und entsprechende Abwehrkanonen eine wichtige Rolle; eine ebenso wichtige, vor allem wegen ihrer Wendigkeit, allerdings Flugzeuge.
Der Artikel schließt mit einer Enttäuschung: Für die „Hauptattraktionen“, ein Flug mit dem Luftschiff „Parseval“ oder den beiden „Aviatikern Baron de Caters und August Euler“ fand, obwohl sie als tägliche Ereignisse angekündigt waren, nicht statt. Vielleicht wegen des Zusatzes: „Nur bei günstigem Wetter“.

## Ergebnisse und Nachwirkungen

### Publikationen

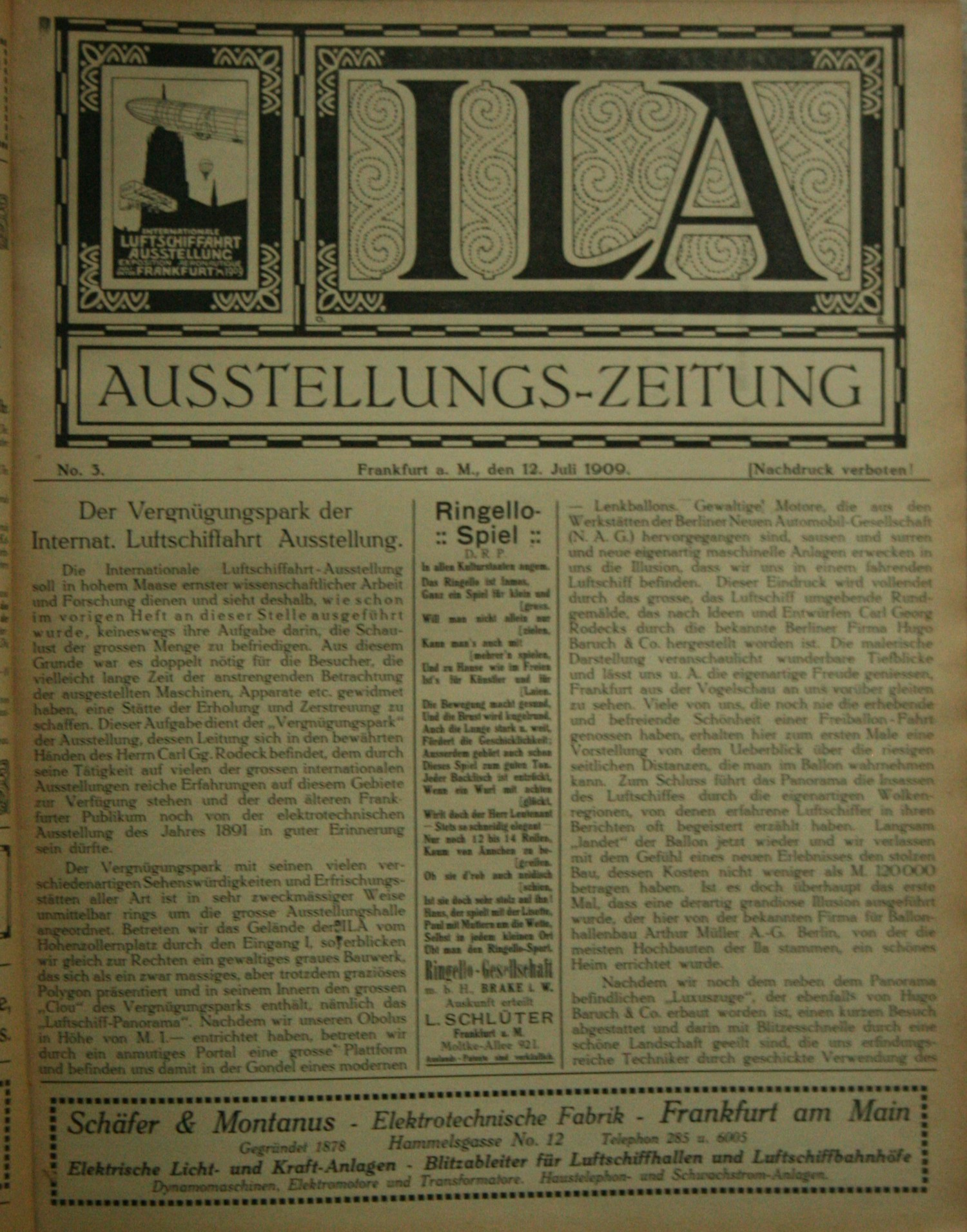
ILA-Ausstellungszeitung

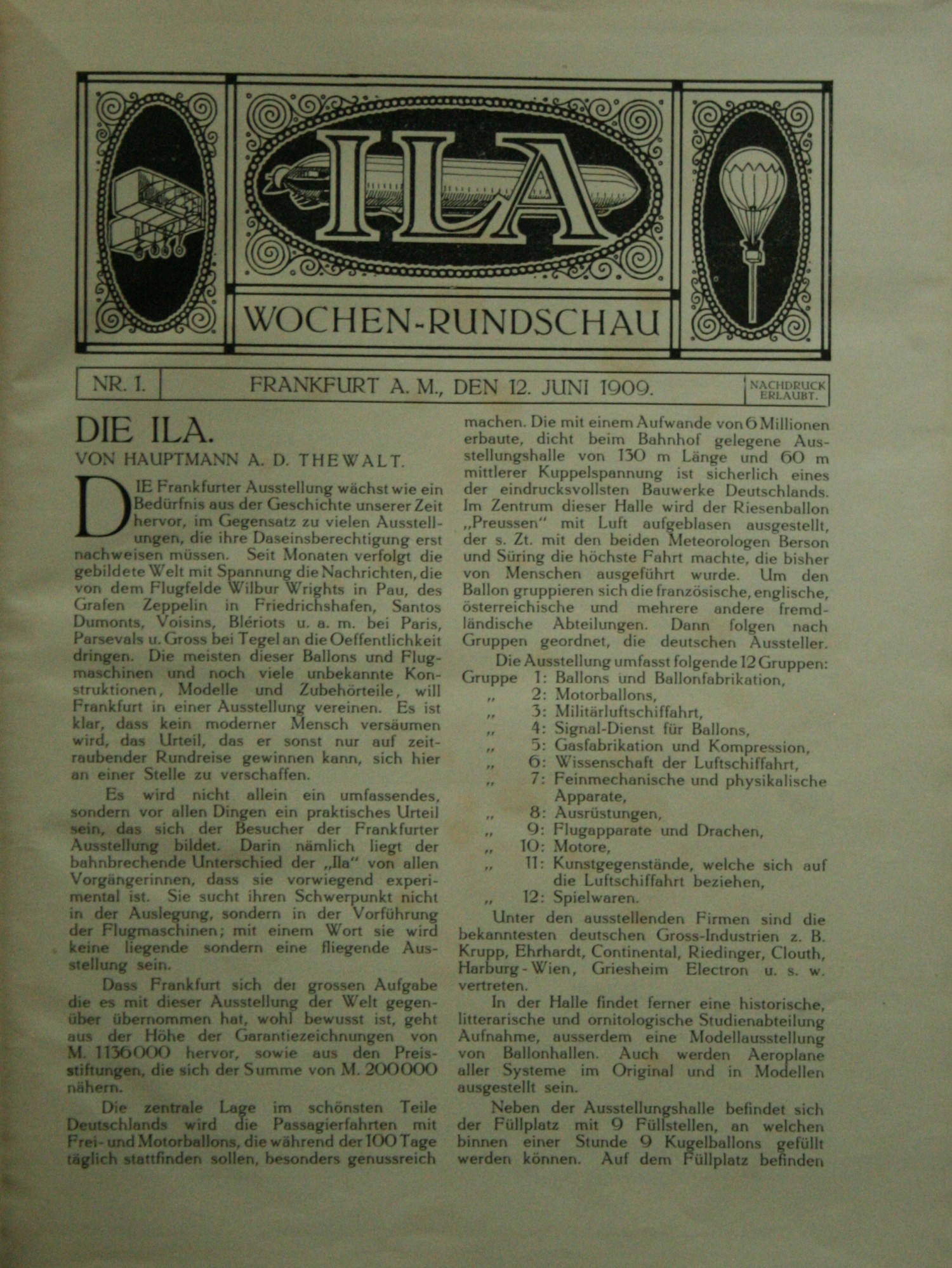
ILA-Wochenzeitung

Begleitend zur Ausstellung erschienen mehrere Offizielle ILA-Publikationen im offiziellen ILA-Verlag Kumpf & Reis, Frankfurt, die als zeitgenössische Quellen von allen wichtigen Ausstellungs-Ereignissen und -Ergebnissen berichteten:
- Die ILA-Ausstellungszeitung (Tageszeitung) erschien in 95 Heften vom 10. Juli 1909 bis 12. Oktober 1909. Die Tageszeitung fasste die jeweils neusten Ereignisse und Vorankündigungen zusammen.
- Die ILA-Wochenrundschau erschien in 17 Heften vom 12. Juni 1909 bis 16. Oktober 1909. Die ILA-Wochenrundschau fasste im wöchentlichen Turnus die technisch relevanten Ergebnisse und Neuerungen zusammen und sprach ein eher technisch-versiertes Fachpublikum an.
- Die Denkschrift der Ersten Internationalen Luftschiffahrts-Ausstellung (ILA) zu Frankfurt a/M. 1909 von Bernhard Lepsius und dem damaligen Vorsitzenden der wissenschaftliche Kommission[9] Richard Wachsmuth, erschienen 1910, fasste die technisch bedeutenden Ergebnisse der ILA zusammen.[10]
- Der von Louis Liebmann und Gustav Wahl herausgegebene Katalog der historischen Abteilung der ersten internationalen Luftschiffahrts-Ausstellung (ILA) zu Frankfurt am Main 1909, erschien aus Geldmangel erst 1912.[11]

### Publikumserfolg
Während der 100-tägigen Ausstellung kamen rund 1,5 Millionen Besucher, rund 18.000 Dauerkarten wurden verkauft. Auch die Gastronomen konnten einen großen Erfolg verzeichnen, so wurden beispielsweise 370.000 Liter Bier und 100.000 Liter Apfelwein ausgeschenkt.
Dennoch verzeichneten die Veranstalter am Ende der Schau insgesamt ein beachtliches finanzielles Defizit. In der Abschlussrede zog Ausstellungspräsident von Gans dessen unbeirrt ein positives Fazit: Mögen sie alle, die uns in mannigfaltiger Weise gefördert haben, ihren Lohn finden in dem Bewusstsein, mitgewirkt zu haben an einem Unternehmen von hoher kultureller Bedeutung. Neue Bahnen haben sich in unseren Tagen der Menschheit erschlossen. Unsere Ausstellung hat, das darf zuversichtlich behauptet werden, uns der Erreichung höherer Ziele näher gebracht.

### Gründung eines Luftschiffahrts-Museums
Unter dem Eindruck der Historischen Abteilung wurden Rufe nach einem Museum zur Geschichte der Luftschiffahrt/Luftfahrt laut. Am 17. September 1909 erließ das Präsidium der ILA, der Frankfurter Verein für Luftschiffahrt, der Physikalische Verein und die Senckenbergische Naturforschende Gesellschaft einen Aufruf zur Gründung eines Luftschiffahrts-Museums, mit Sitz in Frankfurt a. M.

### Verein Deutscher Flugzeugindustrieller
Am 17. März 1911 wurde der Verein Deutscher Flugzeugindustrieller (später Verband Deutscher Flugzeug-Industrieller GmbH, heute Bundesverband der Deutschen Luft- und Raumfahrtindustrie) unter der Federführung von August Euler gegründet. Zu den Gründungsmitgliedern gehörten die Albatros Flugzeugwerke, die Aviatik GmbH, die Dornier Flugzeuge GmbH, die Flugmaschine Wright-Gesellschaft mbH, die Euler Flugmaschinen-Werke, die Grade Fliegerwerke, die Harlan-Flugzeugwerke und die Rumpler Flugzeug-Werke AG.

### Souvenirs

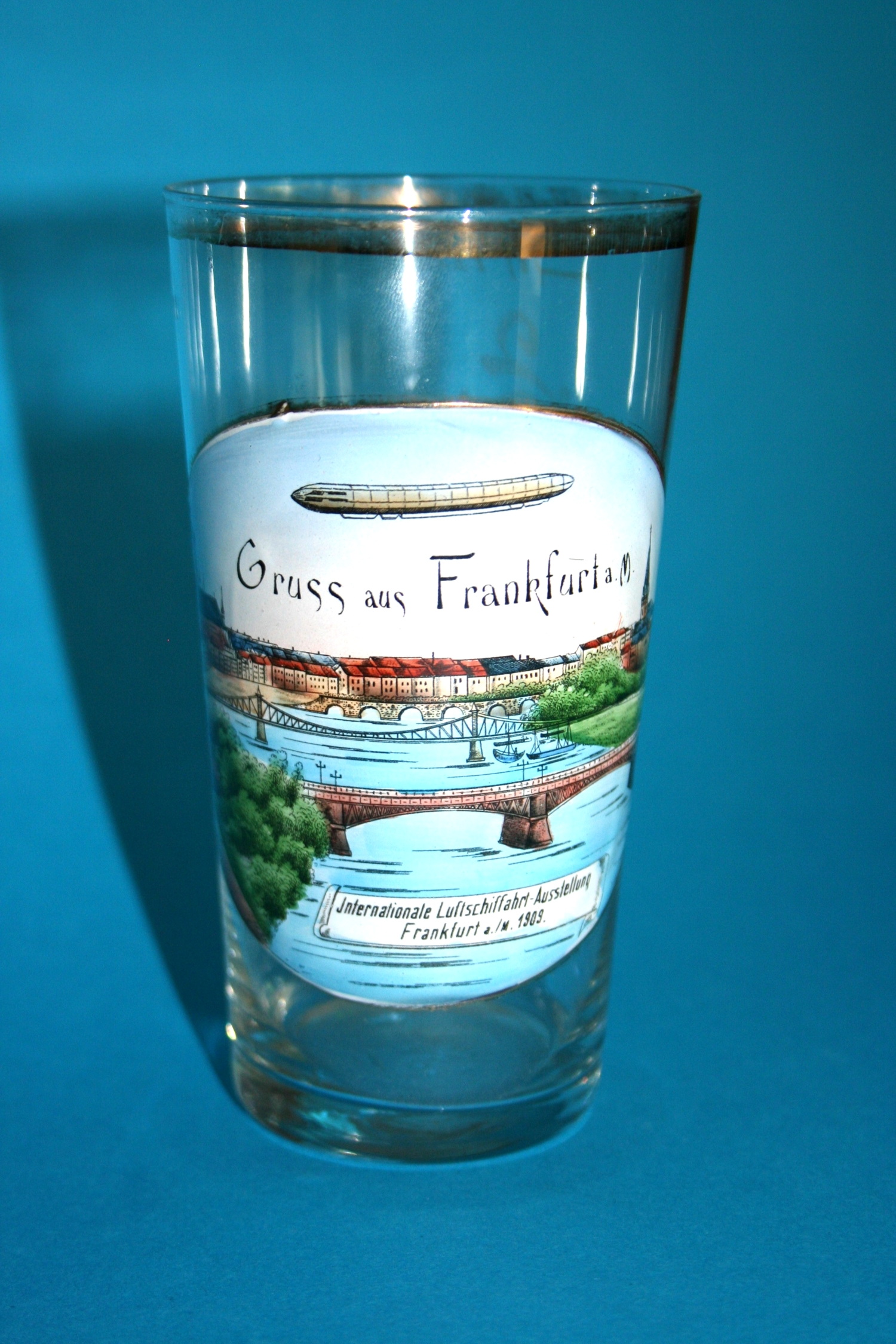
Andenkenglas mit Stadtansicht Frankfurts und einem Zeppelin, 1909

Die ILA brachte bedingt durch die Popularität und vor allem die Dauer der Ausstellung eine Vielzahl von themenbezogenen Ansichtskarten, Medaillen und sonstiger Souvenirs hervor, die der allgemeinen Aviatikbegeisterung Rechnung trugen. Aus philatelistischer Sicht sind vor allem die Aerophilatelistischen Flug- und Luftpostbelege von großem Interesse.

### Nachfolgende ILA-Ausstellungen
Der große Erfolg der ILA gab den Ausschlag zur erneuten Ausstellungstätigkeit. Fast drei Jahre später, vom 3. bis 14. April 1912, fand die Allgemeine Luftfahrzeug-Ausstellung (ALA) in Berlin, in den Ausstellungshallen am Zoo, statt. Unterbrochen durch den Ersten Weltkrieg fand die nächste Schau als Internationale Luftfahrtausstellung vom 7. bis 28. Oktober erneut und zugleich vorerst letztmals in Berlin statt. Nach dem Zweiten Weltkrieg fand die ILA bis 1990 auf dem Flughafen Hannover-Langenhagen statt. Seit 1992 hat die Ausstellung ihren festen Sitz wieder in Berlin, nun auf dem Südgelände des Flughafens Berlin-Schönefeld.

### Zeppelin-Gedenkstein

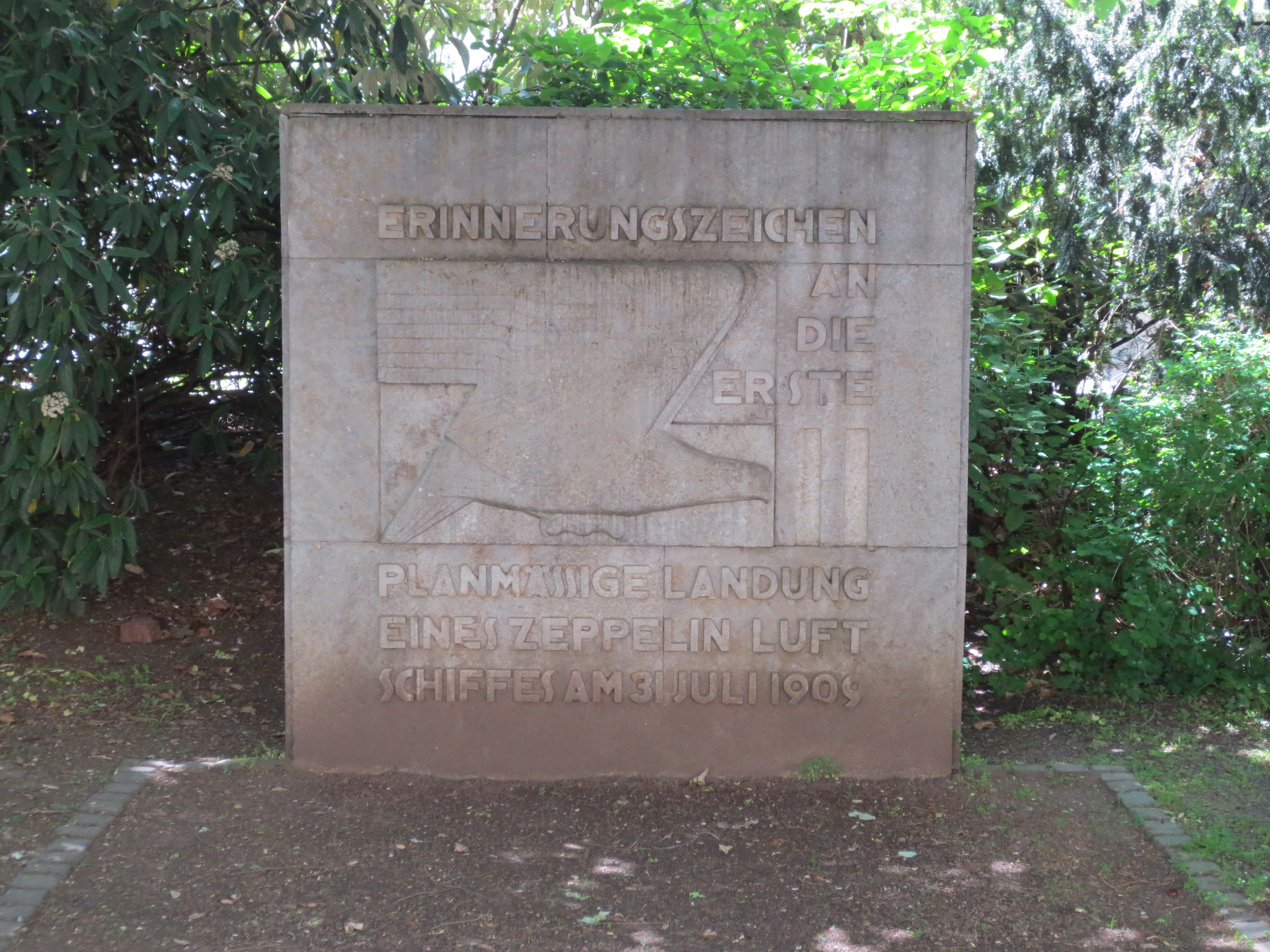
Zeppelinstein Frankfurt am Main

Rund 20 Jahre nach der ILA wurde am 10. November 1929 ein Zeppelinstein aus Muschelkalk auf dem Landeplatz des LZ 5 – Z II im Stadtteil Bockenheim in Nähe der Kreuzung Am Dammgraben / Müllerstraße errichtet. Er erinnert an die erste Zeppelin-Landung auf der Frankfurter ILA am 31. Juli 1909 um 15:30 Uhr.

### Sondermarke

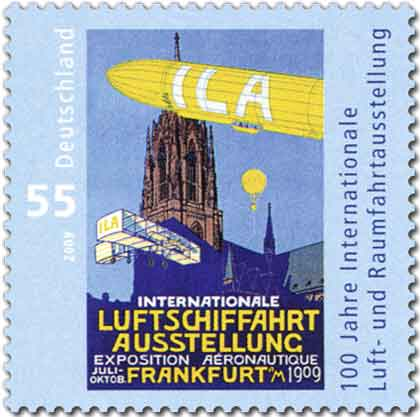
Sondermarke

Die Deutsche Post AG erinnerte am 4. Juni 2009 mit einer Sondermarke an die erste Internationale Luftfahrt-Ausstellung von 1909 und zeigt das Plakatmotiv von Alfred Oppenheim.